# 台灣維新
台灣維新曾為一中華民國政黨，2019年8月24日由前台南縣縣長蘇煥智成立。

## 沿革

### 成立
2019年8月2日，前台南縣縣長蘇煥智在臺北市發起了第一次籌備會議，決議使用「台灣維新」向中華民國內政部登記為政黨。
2019年8月24日，台灣維新在福華國際文教會館舉辦成立大會，蘇煥智獲選第一屆召集人，並選出10位執行委員。
2019年9月，台灣維新聘請祁家威為首席顧問，表態支持婚姻平權。

### 2020年選舉
2019年9月24日，台灣維新前往教育部聲援反教育商品化聯盟，支持「公私立大學學費平等－避免弱勢家庭學生負擔更重」。
2019年9月29日，台灣維新參與台港大遊行，聲援香港反對逃犯條例修訂草案運動。
2019年10月26日，台灣維新參與同志大遊行，支持婚姻平權。
2019年10月29日，召開記者會公布第一批第10屆立法委員選舉候選人名單：沈宜璇、陳愷寧、吳文凱、李建輝、曾楷耀、王金山。
2019年11月9日，台灣維新聲援「居住正義－東區集結 打破金權」活動。
2019年11月10日，台灣維新與工具青年陣線夜宿聲援松山機場國宅自救會發起「守護松機國宅行動」，並在11日上午召開記者會，抗議國防部強奪人民財產。
2019年11月15日，召開記者會公布第二批第10屆立法委員選舉候選人名單：朱智德、翁語含、黃兆呈。
2019年11月22日，召開記者會公布第三批第10屆立法委員選舉候選人名單（包含不分區）：Kawlo Iyun Pacidal、賀德芬、Uma Talavan、曾吉郎、Ako Satoy、詹昭能、蘇煥智。
2019年11月24日，台灣維新聲援「正名關鍵時刻，西拉雅大團結」，支持平埔族正名運動。
2019年12月10日，祁家威公開直播表示政黨票支持台灣維新。
2019年12月20日，從台南展開「環台民主遶境 （页面存档备份，存于）」，除了輔選候選人，也藉由環島機會深入地方推動地方自治及分稅制政策。
2020年1月11日，不分區部分以11952張政黨票、0.0844%得票率無人當選，區域立委候選人也全數落選。
2020年4月23日，台灣維新由召集人蘇煥智為首開始與各地農田水利會合作，加入反農田水利惡法的抗爭運動。
2020年7月1日，台灣維新由秘書長林獻山、執委楊時睿聲援台灣機車路權促進會發起的「交通起義 公總償命」活動；楊時睿在現場嚴厲抨擊交通部公路總局造成國安危機，並高喊「內政部在拚生育率，而交通部在拚死亡率」引起現場共鳴。
2020年8月5日，舉辦一週年黨慶並召開第二次黨員大會，黨慶邀請戰略作家范疇與前立法委員林濁水主講「後中共專政的中國」；在第二次黨員大會補選出新任執委楊秀玲。

### 2022年選舉
2021年5月24日，曾煥程加入台灣維新參選彰化縣第1選舉區（彰化市、花壇鄉、芬園鄉）縣議員。
2021年12月24日，台灣機車路權促進會於新北市發起「待轉大遶境 誕辰大歡慶」抗爭活動，多人遭警方逮捕，其中包含台灣維新的朱翊銘 (台灣)，時任中執委楊時睿譴責新北市政府濫捕行為。
2022年7月9日，台灣交通安全協會、台灣機車路權促進會等民團發起交通解嚴大遊行，時任中執委楊時睿代表台灣維新簽署「交通解嚴承諾書」。
2022年7月29日上午10:00，蘇煥智召開記者會，宣布參選臺北市長。
2022年8月10日上午10:00，蘇煥智召開記者會，提出內湖交通改善方案。
2022年8月15日，執行委員會決議參選名單，由蘇煥智召集人參選臺北市長、蕭蒼澤律師參選新北市議員第7選舉區、原民權益運動者Ako Sawtoy參選桃園市議員第13選舉區、曾煥程參選彰化縣議員第1選舉區、詹閔雄參選彰化縣議員第4選舉區、土地權益推動者王瀚駿參選臺東縣議員第4選舉區。
2022年8月31日，蘇煥智登記參選臺北市長。
2022年9月30日，台灣維新在蘇煥智召集人領導下與台灣民意基金會董事長游盈隆、桃園市長參選人鄭寶清、臺南市長參選人許忠信共同發起成立台灣二次民主運動連線。
2022年10月20日，謝和弦喪失參選資格，宣佈全力輔選蘇煥智。
2022年11月26日，地方選舉全數敗選。
2022年12月24日，召開黨員大會，經時任蘇煥智與曾煥程配票選出第二屆召集人及第二屆執行委員，由蘇煥智當選、續任第二屆召集人，並指派曾煥程為秘書長。

### 2024年選舉
2023年04月15日，台灣維新由婦女部主任陳愷寧、中央執行委員楊時睿帶領參與大麻祭，宣揚醫用大麻合法化的理念。
2023年05月01日，台灣維新由中執委張幸松、楊時睿帶領聲援五一行動聯盟「八年全執政、勞工算總帳」遊行。
2023年05月06日，蘇煥智召集人宣布代表台灣維新參選2024年中華民國總統選舉。
2023年05月21日，蘇煥智總統參選人出席台灣基層牙醫師協會成立大會，並承諾若選上總統，勢必處理波蘭醫學生事件。
2023年06月15日，聲援工時改革聯盟遊行。
2023年08月20日，蘇煥智總統參選人、中執委張幸松出席還路於民大遊行，簽署行人宣言、聲援行人路權；婦女部主任陳愷寧與中執委楊時睿代表台灣維新與時代力量等政黨跨黨派協助遊行籌備。
2023年08月22日，時任秘書長曾煥程以規劃參選2024年中華民國立法委員選舉為由辭職，由張幸松接任秘書長。
2023年09月15日，蘇煥智因個人財務困難放棄參選2024年中華民國總統選舉。
2023年10月12日，任命嚴粕升擔任北區副秘書長、林泓泰擔任發言人、郭歷軒擔任組織部主任。
2023年11月24日，台灣維新提名中央執行委員楊時睿登記參選臺北市第三選舉區、台灣無條件基本收入協會理事朱翊銘 (台灣)登記參選臺北市第六選舉區、羅丹登記參選臺北市第七選舉區、歷史戲劇編劇劉佩玲登記參選臺北市第八選舉區、前香港區議員徐百弟登記參選新北市第一選舉區、還路於民大遊行總籌陳愷寧登記參選新北市第九選舉區、紀錄片導演陳長志登記參選新北市第十二選舉區、終身黨員劉復嵐登記新竹縣第一選舉區、黃一哲登記參選嘉義縣第二選舉區、張庭源登記屏東縣第一選舉區、陳國榮登記平地原住民選舉區，並以前台南縣長蘇煥智為首、台北音樂家管弦樂團總監劉亦恩、秘書長張幸松、兩性溝通專家江映瑤4位登記全國不分區參選2024年中華民國立法委員選舉。
2023年11月26日，楊時睿率陳愷寧、劉佩玲、陳長志、羅丹代表台灣維新出席「國道安全 還我路權」的活動，痛批交通部。
2023年11月28日，楊時睿率江映瑤、徐百弟、陳長志、劉佩玲代表台灣維新簽署公民監督國會聯盟國會改革同意書。
2023年12月15日，台灣維新不分區立委參選人張幸松，因為資格不符被中華民國中央選舉委員會審定不得登記為候選人。
2023年12月20日，台灣維新召集人蘇煥智陪同張幸松與黃秀龍前往臺灣臺北地方檢察署控告中選會主委李進勇涉犯《公職人員選舉罷免法》及《刑法》妨害選舉罪。

### 解散
2024年01月13日，台灣維新在2024年中華民國立法委員選舉全數敗選，並在全國不分區及僑居國外國民選舉中，以10,300票排名末位。
2024年01月15日，時任召集人蘇煥智在Facebook發文表示帶領台灣維新在2024年中華民國立法委員選舉已江郎才盡，辭職表示負責。
2024年01月17日，經中央執行委員會決議，由時任秘書長張幸松擔任臨時召集人，負責籌備召集人改選與代理黨務。
2024年3月2日，該黨召開第2屆第3次全國黨員大會決議解散，並經內政部113年3月29日台內民字第11300119381號函予以備案。

## 政治理念
台灣維新主張推動振興經濟及弱勢照顧的各項改革運動。對於台灣定位及台灣前途的部分，其認為「台灣共識」已經形成，當前人民關心如何振興經濟與完善照顧弱勢等議題，共同推動台灣的「維新運動」。

### 意識形態
台灣共識：台灣的現狀是一個主權獨立的國家，名稱叫中華民國。確保台灣的生存，捍衛民主自由；台灣的前途應由2300萬人民來決定。中華民國是台灣、台灣是中華民國，兩者應該和解不再內耗。

### 宗旨
推動台灣政治、經濟、社會、教育、文化的「維新運動」:
1. 解構台灣中央集權集稅體制，推動財稅、權力下放，朝向扁平化小政府；解除政府過度干預及管制，活化民力；推動地方選舉比例代表制，及開放地方政黨，改革當前買票黑金政治；讓居民可以直接參與公共事務，振興地方活力及國家經濟。
2. 保障全民基本收入，小孩國家養，人人有屋住，建構老人、身心障礙、長照等完善社會安全福利體系，讓人人過一個安心有尊嚴的生活，成為公平、正義、均富的社會。

### 政綱
2020年全國性不分區政黨選舉，台灣維新政見「維新十政，打破悶台灣」：
1. 推動分稅制，企業及個人稅賦一半留在地方政府，鼓勵地方政府招商創稅。
2. 成立專責單位檢討政府對各行各業不合理的管制。例如：不分行業別的一例一休及勞基法。
3. 推動六都恢復的區地方自治，有自主財源、權限、民選公職2/3。
4. 改革選舉買票黑金文化，開放地方政黨，鄉鎮市區首長改委員會制，依比例代表制選出。縣市、直轄市議員，一半依比例代表制選出。
5. 推動社區公共保母中心，0-6歲育兒津貼每月5000元。
6. 保障全民基本生活收入，每月8000元。
7. 六都人口稠密區，課徵空屋稅、空地稅；擴大囤房稅；並訂定租金管制法。
8. 全面實施長照社會保險。
9. 推動老農離農退休制度，讓老農安心退休，年輕農民容易便宜取得耕地，農民年輕化。
10. 私立大學學費比照公立大學標準，一律平等，超過部分由政府負擔。

2024年全國性不分區政黨選舉，台灣維新政見「2024國政藍圖」：
一、中央集權及稅導致地方均窮；營業稅所得稅應改為中央與地方共享稅，各分得1/2，以改善地方財政促進在地經濟。
二、推動台灣替代香港成為新的亞太營運金融中心。
三、反對廢鄉鎮市，六都的區應恢復地方自治選舉。杜絕買票黑金，地方選舉應改為政黨比例選出。
四、村里法人化、並與社區協會整合為一、避免雙頭馬車。活動中心產權歸村里，村里社福、長照幼兒園、環境等得委由村里自治管理。
五、法官應由終身制改為任期制。法官檢察官的任命升遷，須由多元獨立委員會提名，並由民意機關以2/3以上同意任命，以確保司法獨立。
六、整治治安惡化，應成立「網路警察局」專責處理網路詐騙。成立治安委員會，督導警察局掃蕩黑幫及毒品。
七、因應超高齡化，應實施長照社會保險，將外勞看護、長照機構負擔、實質照顧親人納入長照給付。
八、公有地優先做社宅用地，鼓勵空屋做社宅，擴大屯房稅率；制「都會區租金管制法」，限制不合理租金調漲。
九、領老農津貼者不須再繳保費。敬老津貼給付金額應比照老農津貼。老農津貼應與離農退休結合，成立農地銀行獎勵老農離農，青農方便承租耕作，農業年輕化。
十、應制定鄉村計劃法，成立農村社區更新法人，全面啟動四千個鄉村更新，成立新農業、綠能養生村。
十一、醫療人權：癌症等重病藥物應允許病人自用專案進口。醫療大麻應依先進國家開放標準，不應剝奪病人用藥。加速新冠疫苗受害者賠償，政府應負免責舉證責任。
十二、退動以國家型計畫進行淡水河流域全面疏浚、整治、復育，使恢復航運、水上運動、休閒及文化的親水功能。

## 組織架構
台灣維新設執行委員會，成員11至15人，候補3人，其中1人為召集人，召集人與執行委員由黨員直選。
| 屆次       | 肖像 | 姓名   | 任期時間                      |
| ---------- | ---- | ------ | ----------------------------- |
| 第一、二屆 |      | 蘇煥智 | 2019年8月24日－2024年01月15日 |

執行委員：
- 第一屆：（2019年8月24日起至2022年12月23日）
  - 林獻山
  - 萬蓓琳
  - 詹昭能
  - 郭應哲（2020年5月29日辭）
  - 林冠年（2022年6月22日辭）
  - 鍾淑姬
  - 蘇鼎筌
  - 胡世和（2020年1月9日辭）
  - 楊時睿
  - 李震華（2019年9月13日辭）
  - 黃福明（2020年4月22日遞補）
  - 劉俊宏（2020年4月22日遞補）
  - 楊秀玲（2020年9月5日補選遞補）

候補：劉漢卿（2019年10月21日辭）、陳建嘉（2020年9月5日補選）
- 第二屆：（2022年12月24日起至2024年12月23日）
  - 曾煥程
  - Ako Sawtoy
  - 詹閔雄
  - 楊秀玲
  - 鍾淑姬
  - 陳泳丞
  - 張玉琳（2023年09月25日辭）
  - 林獻山
  - 李雅楹
  - 張幸松
  - 楊時睿（2023年09月28日遞補）

候補：王瀚駿、蘇鼎筌（2023年2月28日退黨）。

## 外部連結
- 台灣維新 Taiwan Renewal Party （页面存档备份，存于）
- 台灣維新 Taiwan Renewal Party（Facebook） （页面存档备份，存于）
- YouTube上的台灣維新頻道